# Listes de galaxies

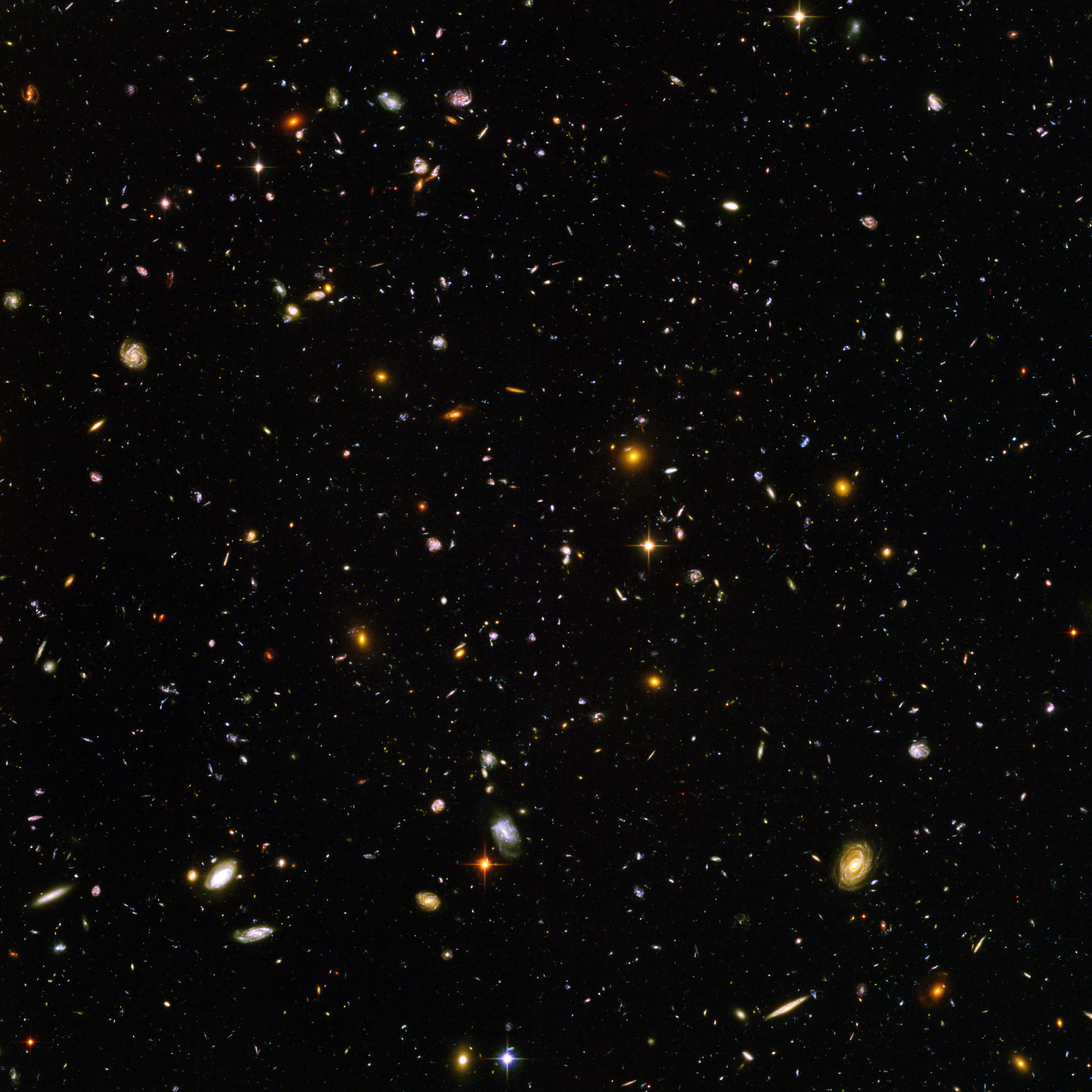
Le Champ ultra-profond de Hubble contient plus de 10000 galaxies sur une surface recouvrant environ 0.000024 % (un quatre-millionième) de la sphère céleste.

Ces listes de galaxies présentent le dénombrement des galaxies notables selon différents critères.
Il existe environ cinquante galaxies dans notre Groupe local, 100 000 dans notre superamas local et au-delà de 170 milliards dans l'Univers observable.
La découverte de la nature distincte des galaxies par rapport aux autres nébuleuses s'est effectuée au cours des années 1920, alors qu'avait lieu le Grand Débat. Les premières tentatives pour établir des catalogues systématiques des galaxies ont été effectuées lors des années 1960, avec le Catalogue of Galaxies and Clusters of Galaxies recensant 29 418 galaxies et amas de galaxies, et le Morphological Catalogue of Galaxies, une liste de galaxies dont la magnitude photographique est au-dessus de 15 et qui possède 30 642 entrées. Dans les années 1980, le Lyons Groups of Galaxies recense 3 933 galaxies réparties dans 485 groupes.
Lancé en 2007, le Galaxy Zoo est un projet visant à établir une liste plus accessible. En 2011, il catalogue environ 50 millions de galaxies.
Il n'existe pas de convention universelle pour la nomenclature des galaxies. La plupart sont identifiées à l'aide de leurs coordonnées célestes et du projet qui les a détectées (HUDF, SDSS, 3C, CFHQS, NGC/IC, etc.).

## Par nom
Cette section recense les galaxies mieux connues sous un nom propre plutôt que sous une entrée de catalogue ou de relevé.

| Photo | Galaxie                                                                      | Constellation       | Origine du nom | Notes |
| ----- | ---------------------------------------------------------------------------- | ------------------- | --- | --- |
|       | Voie lactée                                                                  | Sagittaire (centre) | Nom dû à sa ressemblance à une traînée laiteuse dans le ciel terrestre.                                                                      | Galaxie hôte de la Terre et du Système solaire.                                                            |
|       | Galaxie d'Andromède                                                          | Andromède           | Généralement « Andromède », mais aussi « galaxie d'Andromède », « nébuleuse (spirale) d'Andromède », d'après la constellation où elle siège. | Galaxie spirale comparable à la nôtre, la plus proche de la Voie lactée.                                   |
|       | Galaxie de la Roue de chariot, Parfois galaxie (de la) Roue de la Charrette. | Sculpteur           | Ressemblance à une roue de charrette | |
|       | Galaxie du cigare                                                            | Grande Ourse        | Ressemblance à un cigare. | |
|       | Galaxie-comète                                                               | Sculpteur           | Sa forme rappelle une comète. | La forme de « comète » est due à des forces de marée engendrées par l'amas Abell 2667.                     |
|       | Objet de Hoag                                                                | Serpent             | Nommée d'après son découvreur Art Hoag. | |
|       | Grand Nuage de Magellan                                                      | Dorade/Table        | Nommée d'après Ferdinand de Magellan | Quatrième galaxie la plus grande du Groupe local, elle est liée au Petit Nuage de Magellan.                |
|       | Petit Nuage de Magellan                                                      | Toucan              | Nommée d'après Ferdinand de Magellan | Elle est liée au Grand Nuage de Magellan.                                                                  |
|       | Objet de Mayall                                                              | Grande Ourse        | Nommée d'après son découvreur Nicholas U. Mayall,.                                                                                           | Aussi connue comme « VV 32 » ou « Arp 148 », elle est très probablement due à des galaxies en interaction. |
|       | Galaxie du Moulinet                                                          | Grande Ourse        | Elle ressemble à un moulinet. | |
|       | Galaxie du Sombrero                                                          | Vierge              | Ressemblance à un sombrero. | |
|       | Galaxie du Tournesol                                                         | Chiens de chasse    | | |
|       | Galaxie du Têtard                                                            | Dragon              | Ressemblance à un têtard. | |
|       | Galaxie du Tourbillon                                                        | Chiens de chasse    | Ressemblance à un tourbillon. | Galaxies en interaction                                                                                    |
|       | Galaxie du Triangle                                                          | Triangle            | Du nom de sa constellation. | Troisième galaxie la plus massive du Groupe local après la galaxie d'Andromède et la Voie lactée.          |

## Par distance

### Visibles à l'œil nu
Cette section recense les galaxies visibles à l’œil nu. Normalement, la magnitude apparente limite d'observation à l’œil nu est située aux environs de 6, mais cette valeur peut varier selon les individus. Certaines des galaxies listées ci-dessous nécessitent de parfaites conditions d'observations (avoir un ciel dégagé exempt de pollution lumineuse) :
| Galaxie                            | Magnitude apparente | Distance                                                          | Constellation       | Notes |
| ---------------------------------- | ------------------- | ----------------------------------------------------------------- | ------------------- | --- |
| Voie lactée                        | s/o                 | La Terre est à environ 8,2 kpc (∼26 700 al) du centre galactique. | Sagittaire (centre) | |
| Grand Nuage de Magellan            | 0,9                 | environ 50 kpc (∼163 000 al)                                      | Dorade/Table        | Visible seulement de l'hémisphère sud, c'est la nébulosité la plus lumineuse du ciel,.                                                              |
| Petit Nuage de Magellan (NGC 292)  | 2,7                 | environ 60 kpc (∼196 000 al)                                      | Toucan              | Visible seulement de l'hémisphère sud,. |
| Galaxie d'Andromède (M31, NGC 224) | 3,4                 | environ 770 kpc (∼2,51 millions d'al)                             | Andromède           | |
| Omega Centauri (NGC 5139)          | 3,7                 | environ 5,5 kpc (∼17 900 al)                                      | Centaure            | Prise pour une étoile, puis pour un amas globulaire, la nature galactique d'Omega Centauri est affirmée en avril 2008, mais c'est encore incertain. |
| Galaxie du Triangle (M33, NGC 598) | 5,7                 | environ 890 kpc (∼2,9 millions d'al)                              | Triangle            | Objet diffus de visibilité très dépendante de la qualité du ciel. Son observation nécessite un ciel très sombre.                                    |
| M81 (NGC 3031)                     | 6,9                 | environ 3,7 Mpc (∼12,1 millions d'al)                             | Grande Ourse        | Visible par des astronomes amateurs d'expérience dans un ciel parfait,.                                                                             |
| M83 (NGC 5236)                     | 8,2                 | environ 4,5 Mpc (∼14,7 millions d'al)                             | Hydre               | M83 aurait été observée à l'œil nu selon Mike Inglis[réf. à confirmer][source insuffisante].                                                        |

### Lointaines
Les objets suivants sont listés par ordre de distance croissante.

| Illustration | Nom                          | Type                  | Année de découverte | Distance (milliard d'AL) | Décalage spectral (z) | Notes                                                                       |
| ------------ | ---------------------------- | --------------------- | ------------------- | ------------------------ | --------------------- | --------------------------------------------------------------------------- |
|              | Abell 2218                   | Galaxie               | 2004                | 2,3                      | 1 - 2,5               |                                                                             |
|              | 3C 273                       | Quasar                | 1963                | 2,44                     | 0,15                  |                                                                             |
|              | GW170104                     | Onde gravitationnelle | 2017                | 2,87                     | 0,18                  | Signal issu de la fusion d'un trou noir binaire                             |
|              | Abell 2744                   | Superamas de galaxies | 2014                | 3,98                     |                       |                                                                             |
|              | El Gordo (ACT-CL J0102-4915) | Amas de galaxies      | 2012                | 7,00                     | 0,87                  | Plus grand amas de galaxies de l'univers lointain                           |
|              | JKCS 041                     | Galaxie               | 2009                | 10,2                     | 1,9                   |                                                                             |
|              | SPT0346-52                   | Galaxie de Wolf-Rayet |                     | 12,7                     |                       | La galaxie à la formation d'étoiles la plus active de l'univers observable. |
|              | A1689-zD1                    | Galaxie               | 2008                | 12,8                     |                       |                                                                             |
|              | Abell 370                    | Amas de galaxies      |                     | 12,8                     |                       | Voir Liste d'amas de galaxies                                               |
|              | IOK-1                        | Galaxie               | 2006                | 12,9                     |                       |                                                                             |
|              | EGS-zs8-1                    | Galaxie               | 2013                | 13                       |                       |                                                                             |
|              | UDFy-38135539                | Galaxie               | 2010                | 13,1                     |                       |                                                                             |
|              | UDFj-39546284                | Protogalaxie          | 2011                | 13,2                     |                       |                                                                             |
|              | z8 GND 5296                  | Galaxie               | 2013                | 13,1                     | 7,5                   |                                                                             |
|              | GRB 090423                   | Sursaut gamma         | 2009                | 13,2                     | 8,2                   |                                                                             |
|              | Abell 2744 Y1                | Galaxie               | 2014                | 13,2                     | 8                     |                                                                             |
|              | A2744 YD4                    | Galaxie               | 2017                | 13,2                     | 8,38                  |                                                                             |
|              | GN-z11                       | Galaxie               | 2016                | 13,4                     | 11,1                  | Distance comobile d'environ 32 milliards d'al                               |
|              | JADES-GS-z14-0               | Galaxie               | 2024                | 13,5                     | 14,1796               | Distance comobile d'environ 33,7 milliards d'al                             |

## Par date de découverte
| Découverte                                     | Galaxie                 | Constellation                   | Année     | Notes |
| ---------------------------------------------- | ----------------------- | ------------------------------- | --------- | --- |
| Première galaxie                               | Voie lactée & Andromède | Sagittaire (centre) & Andromède | 1923      | Edwin Hubble détermine la distance de la « nébuleuse » d'Andromède et découvre qu'elle ne peut pas faire partie de la Voie lactée. Il confirme ainsi que la Voie lactée n'est pas l'Univers entier et qu'elle est distincte d'Andromède. Bien que ces objets aient été observés bien avant, leur nature galactique n'a été confirmée qu'au début du XXe siècle. |
| Première radiogalaxie                          | Cygnus A                | Cygne                           | 1952      | Faisant partie de phénomènes appelés à l'époque « étoiles radio », les observations de Cygnus A ont été comparées à celle d'une galaxie lointaine, devenant ainsi la première radiogalaxie. |
| Premier quasar                                 | 3C 273 3C 48            | Vierge Triangle                 | 1962 1960 | 3C 273 a été le premier quasar dont le décalage vers le rouge a été déterminé. 3C 48 a été la première « étoile radio », mais avec un spectre flou. |
| Première galaxie de Seyfert                    | NGC 1068 (M77)          | Baleine                         | 1908      | Les premières caractéristiques des galaxies de Seyfert ont été observées dans M77 en 1908. Elles n'ont cependant formé une classe à part qu'à partir de 1943. |
| Première galaxie à faible brillance de surface | Malin 1                 | Chevelure de Bérénice           | 1986      | Les galaxies LSB ont été théorisées en 1976. Malin 1 a été la première galaxie de ce type à être confirmée. |

## Par masse et densité
| Caractéristique                                    | Galaxie         | Donnée                        | Notes |
| -------------------------------------------------- | --------------- | ----------------------------- | --- |
| Galaxie la moins massive                           | Segue 2         | ~150 000 M☉ (masses solaires) | Bien qu'elle possède le même nombre d'étoiles que certains amas d'étoiles, elle n'est pas considérée comme tel,. Elle est notamment maintenue par les effets gravitationnels de la matière noire,. |
| Galaxie la plus massive                            | ESO 146- IG 005 | ~30 × 1012 M☉                 | Galaxie centrale de l'amas d'Abell 3827, distante d'environ 1,4 milliard al,. |
| Galaxie la plus dense                              | M60-UCD1        |                               | Galaxie naine ultra-compacte située près de M60. Probablement composée des restes du cœur d'une galaxie plus grande.                                                                               |
| Galaxie spirale la plus massive                    | ISOHDFS 27      | 1,04 × 1012 M☉                | La deuxième galaxie spirale la plus massive est UGC 12591. |
| Galaxie la moins massive avec des amas globulaires | Andromeda I     |                               | |

## Galaxies en interaction
Cette section présente quelques exemples de galaxies en interaction ou en cours de fusion galactique.
| Image | Galaxies                             | Notes |
| ----- | ------------------------------------ | --- |
|       | - Voie Lactée - Nuages de Magellan   | Les Nuages de Magellan sont déchirés gravitationnellement par la Voie lactée, ce qui crée le courant magellanique dans leur sillage. Sur l'image ci-contre à gauche, figure le Grand Nuage de Magellan.                         |
|       | - NGC 5194, (M51a) - NGC 5195 (M51b) | NGC 5194, plus connue sous le nom de galaxie du Tourbillon ou M51, interagit avec la galaxie lenticulaire NGC 5195. On pense que le dessin majestueux des bras spiraux de NGC 5194 est en partie le fruit de cette interaction. |
|       | - M81 - M82 - NGC 3077               | Ces trois galaxies interagissent entre elles, créant des ponts de matière suffisamment denses pour créer des amas d'étoiles. |
|       | - NGC 6872 et IC 4970                | NGC 6872 est une très vaste galaxie spirale dont l'étendue est sans doute due au survol de celle-ci par une galaxie plus petite, IC 4970.                                                                                       |
|       | - Galaxie du Têtard                  | La galaxie du Têtard présente un long panache constitué d'étoiles et qui résulte de son interaction gravitationnelle avec une seconde galaxie plus petite.                                                                      |

| Image | Galaxies              | Notes |
| ----- | --------------------- | --- |
|       | - ESO 593-8           | Un groupe de trois galaxies observé à un stade avancé d'une fusion galactique.                                |
|       | - NGC 3690            | Ces deux galaxies sont entrées en collision « récemment » et sont désormais toutes deux de forme irrégulière. |
|       | - NGC 4038 - NGC 4039 | Plus connues sous le nom de galaxies des Antennes, ces deux galaxies sont en train de fusionner.              |